# Wienerfilharmonikernas nyårskonsert 1987

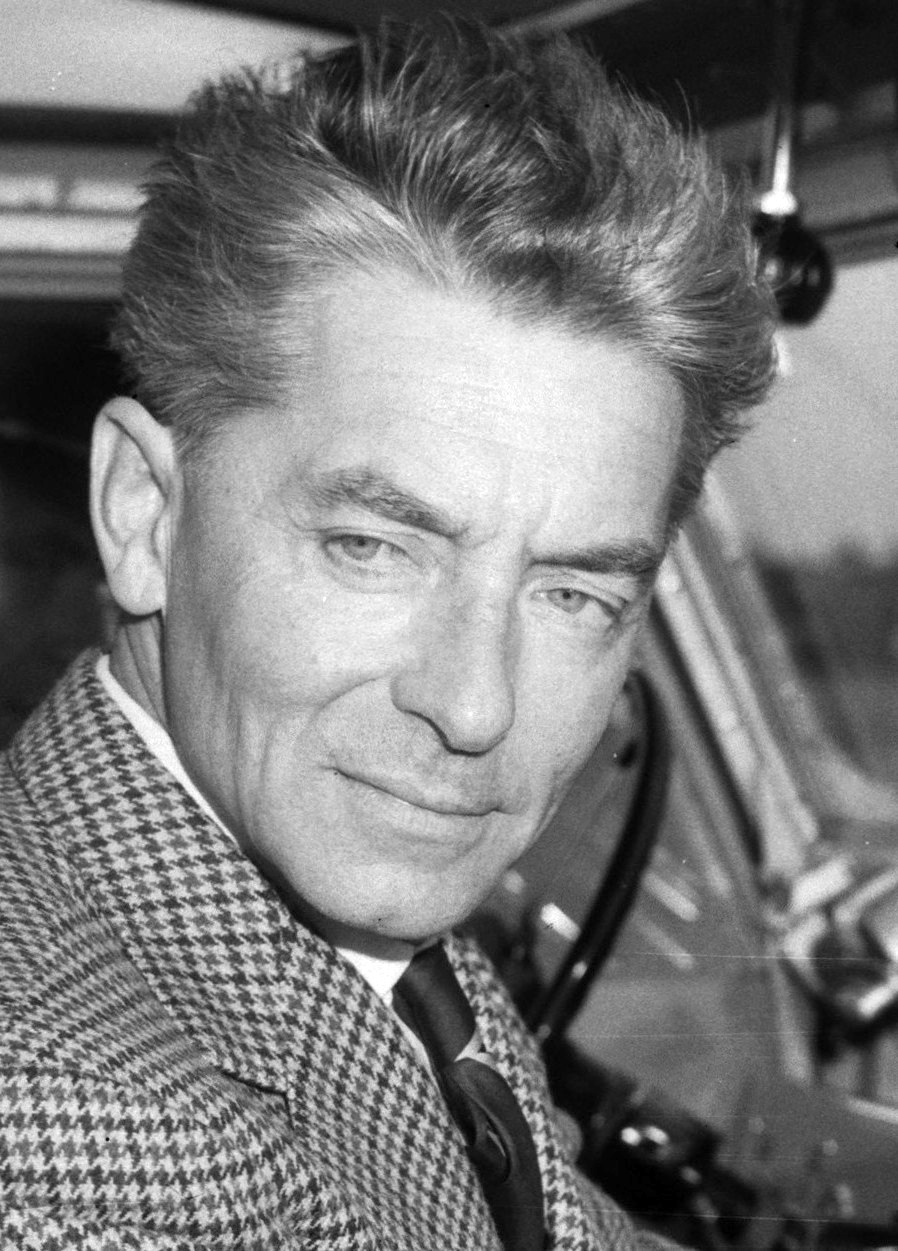
Herbert von Karajan.

Wienerfilharmonikernas nyårskonsert 1987 räknas som den 47:e nyårskonserten från Wien och ägde rum den 1 januari 1987 i Wiens Musikverein. Det var den 29:e nyårskonserten vars 2:a del sändes på TV via Eurovision. Dirigent var Herbert von Karajan.

## Historia
Strikt räknat var det Wienerfilharmonikernas 42:a nyårskonsert, eftersom det inte var förrän 1946 som Josef Krips introducerade denna titel, som behölls 1947 och därefter. Dessutom var det den 48:e Årsskifteskonserten, då det vid årsskiftet 1939/40 gavs en Außerordentliches Konzert (extraordinär konsert) av Wienerfilharmonikerna, som dock ägde rum på nyårsafton 1939. Från 1941 dirigerades den av Clemens Krauss, med undantag för åren 1946 och 1947 då Krauss förbjöds att dirigera på grund av sin närhet till nazistregimen och ersattes av Josef Krips.

### Paradigmskifte
Efter Clemens Krauss död 1954 valdes Willi Boskovsky enhälligt av orkestermedlemmarna till positionen som permanent dirigent för nyårskonserten, som han dirigerade för första gången 1955 och fram till 1979. På grund av sjukdom ersattes Boskovsky 1980 av Lorin Maazel som dirigerade konserterna till och med 1986. För konserten 1987 bestämde Wienerfilharmonikerna att välja en ny dirigent varje år istället för att ha en permanent flera år i rad. Bland de första dirigenterna som bjöds in fanns världens då mest kända dirigenter: von Karajan, Claudio Abbado, Carlos Kleiber och Zubin Mehta. Leonard Bernstein övervägdes också, men detta realiserades aldrig på grund av hans död.
I september 1986 var von Karajan inlagd på sjukhus för virussjukdomen borrelia och hans framträdande vid nyårskonserten var i fara. Inofficiellt sägs Claudio Abbado ha väntat som ersättare. Repetitionerna inför konserten började den 12 december, men den 2 december klagade von Karajan till sin medhjälpare Michel Glotz att det var "osannolikt att han skulle vara i fysisk form". Glotz svarade: "Du kan, du måste."

### Konstnärliga framgångar
von Karajans konstnärliga framgångar under efterkrigstiden byggde på nära samarbet med två av världens bästa orkestrar: Wienerfilharmonikerna, som han dirigerade vid Wiener Staatsoper, vid Festspelen i Salzburg, i abonnemangskonserter och på turné, och Berlinerfilharmonikerna, där han var chefsdirigent 1954–1989. Det fanns en viss rivalitet mellan de två orkestrarna om lukrativa inspelningar, vilket von Karajan skickligt utnyttjade. I början av 1980-talet, när förhållandet mellan berlinarna och deras chef dramatiskt försämrades, tog Wienerfilharmonikerna tillfället i akt och bjöd in von Karajan. Tidigare hade orkestern, som redan 1934 avsagt sig dirigenter i ledarfunktionen, beslutat att bjuda in en ny dirigent till nyårskonserten varje år. Wienerfilharmonikerna var gudfar till Karajans första dotter Isabel, medan berlinarna tog över denna funktion för hans andra dotter Arabel.

## Program

### 1:a delen
1. Johann Strauss den yngre: Ouvertyr till operetten Zigenarbaronen
2. Josef Strauss: Sphärenklänge, Vals, op. 235
3. Johann Strauss den yngre: Annen-Polka, op. 117
4. Josef Strauss: Delirien, Vals, op. 212

### 2:a delen
1. Johann Strauss den yngre: Ouvertyr till operetten Die Fledermaus
2. Johann Strauss den äldre: Beliebte Annen-Polka, op. 137
3. Johann Strauss den yngre: Vergnügungszug, Polka schnell, op. 281
4. Johann Strauss den yngre: Kaiser-Walzer, op. 437
5. Johann Strauss den yngre och Josef Strauss: Pizzicato-Polka, op. 234
6. Johann Strauss den yngre: Perpetuum mobile (Musikalischer Scherz), op. 257
7. Johann Strauss den yngre: Unter Donner und Blitz, Polka schnell, op. 324
8. Johann Strauss den yngre: Frühlingsstimmen, Vals, op. 410 [Version med sång] med Kathleen Battle som solist

### Extranummer
1. Josef Strauss: Ohne Sorgen, Polka schnell, op. 271[4]
2. Johann Strauss den yngre: An der schönen blauen Donau, Vals, op. 314
3. Johann Strauss den äldre: Radetzkymarsch, op. 228

Verkförteckningen och verkens ordning finns på Wienerfilharmonikernas webbplats.

## Balettinslag (endast i TV-sändningen)
- Spanska ridskolan: Beliebte Annen-Polka
- Wiener Staatsopers balett: Kaiser-Walzer, Koreografi: Gerlinde Dill, Kostyme: Alice Maria Schlesinger, Dekor: Rudolf Höfling, Solister: Christine Gaugusch, Maria-Luise Jaska, Jolantha Seyfried, Gyula Harangozó, Heinz Heidenreich, Christian Tichy, dansare

Musiken till balettmellanspelen överfördes från Musikverein till ridskolan eller slottet Schönbrunn, så att hästarna och baletten kunde dansa till originalkonserten enligt von Karajans önskemål. Det var alltså inte fråga om inspelningar. Naturligtvis var bilderna från utsidan av slottet inte "live" - dagarna före konserten var det töväder och den vita snöprakten hade försvunnit. von Karajan var också aktiv i att regissera filmer för TV. I Annen-Polka visas en balett av en jockey och en vit häst från Spanska ridskolan, vilket var von Karajans idé.

## Inspelningar
En LP och CD av konserten släpptes av Deutsche Grammophon hösten 1987. På grund av inspelningstiden klipptes tre låtar bort: Ouvertyren till Zigenarbaronen, Kaiser-Walzer och Perpetuum mobile. Ordningen på låtarna ändrades också.

## Weblänkar
- Programmet till nyårskonserten 1987 på wienerphilharmoniker.at